# Essé (ort i Kamerun)
Essé är en ort i Kamerun.   Den ligger i regionen Centrumregionen, i den centrala delen av landet, 50 km nordost om huvudstaden Yaoundé. Essé ligger 640 meter över havet och antalet invånare är 3 803.
Terrängen runt Essé är platt. Trakten runt Essé är ganska tätbefolkad, med 58 invånare per kvadratkilometer. Det finns inga andra samhällen i närheten. I omgivningarna runt Essé växer i huvudsak städsegrön lövskog.